# Viva el verano (programa de televisión)
Viva el verano fue un programa de televisión, producido por Cuarzo Producciones para Telecinco y emitido entre el 20 de agosto y el 5 de septiembre de 2021. El espacio, dedicado a la crónica social, fue conducido por Toñi Moreno.

## Historia
Desde 2019, el programa Deluxe dejó de emitirse durante varias semanas del mes de agosto, programando en su lugar reposiciones con los mejores momentos de la temporada del mismo. Sin embargo, los datos de audiencia han sido bastante discretos, por lo que Telecinco decidió lanzar una versión nocturna de Viva la vida para suplir al programa de La Fábrica de la Tele en sus vacaciones. Esta edición, llamada Viva el verano, se estrenó el viernes 20 de agosto de 2021 en horario central de la mano de Toñi Moreno, el cual contaría con los colaboradores habituales de Viva la vida y se centraría tanto en las entrevistas a personajes conocidos como en las noticias de última hora de la prensa del corazón. Más tarde, el domingo 5 de septiembre, fue programada una segunda entrega.

## Formato
Viva el verano fue un programa de crónica social. El formato central consistió en entrevistas a personajes célebres, generalmente del mundo del espectáculo. Además, fueron habituales los debates sobre noticias actuales de la prensa del corazón.

## Equipo

### Presentadora
|             | Información                 | Logo de Telecinco |
| Año         |                             | 2021              |
| ----------- | --------------------------- | ----------------- |
| Toñi Moreno | Presentadora de televisión. |                   |

### Colaboradores
| Carmen Borrego         | Colaboradora de televisión e hija de María Teresa Campos. |  |  |  |  |
| Diego Arrabal          | Paparazzi y colaborador de televisión.                    |  |  |  |  |
| Isabel Rábago          | Periodista y colaboradora de televisión.                  |  |  |  |  |
| José Antonio Avilés    | Colaborador de televisión.                                |  |  |  |  |
| Juan Luis Galiacho     | Periodista.                                               |  |  |  |  |
| Kiko Matamoros         | Colaborador de televisión.                                |  |  |  |  |
| Luis Rollán            | Periodista y colaborador de televisión.                   |  |  |  |  |
| Marisa Martín-Blázquez | Periodista y colaboradora de televisión.                  |  |  |  |  |
| Terelu Campos          | Presentadora y colaboradora de televisión.                |  |  |  |  |

## Audiencias

### Temporada 1 (2021)
| Programas emitidos | Programas emitidos                                                          | Programas emitidos | Programas emitidos | Programas emitidos |
| N.º                | Invitado/s                                                                  | Fecha de emisión   | Audiencia          |                    |
| ------------------ | --------------------------------------------------------------------------- | ------------------ | ------------------ | ------------------ |
| 1                  | José Ortega Cano / Terelu Campos y Carmen Borrego / Tom Brusse              | 20/08/2021         | 1 093 000 (14,8%)  |                    |
| 2                  | María del Monte / Saray Montoya y Naiara Rubio / Gloria Trevi / Hugo Sierra | 05/09/2021         | 999 000 (10,5%)    |                    |